# Історія пошти і поштових марок Сербії

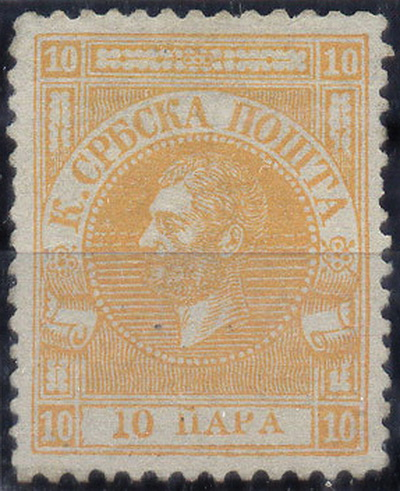
Одна з перших поштових марок Сербії

Історія пошти і поштових марок Сербії ділиться на періоди, коли Сербія знаходилася у складі Османської імперії (автономія Сербське князівство), Королівства Сербія, Королівства Югославія, Австро-Угорщині (1916—1918), у період німецькой адміністрації (1941—1944), Колишньої Югославії і сучасної Сербії (з 2006).

## Випуски поштових марок

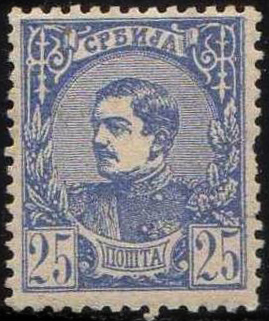
Поштова марка Королівства Сербія, 1880

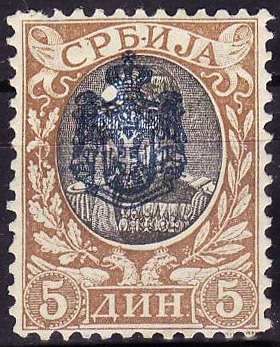
Марка Королівства Сербія з гербом на портреті короля Олександра І Обреновича, 1903

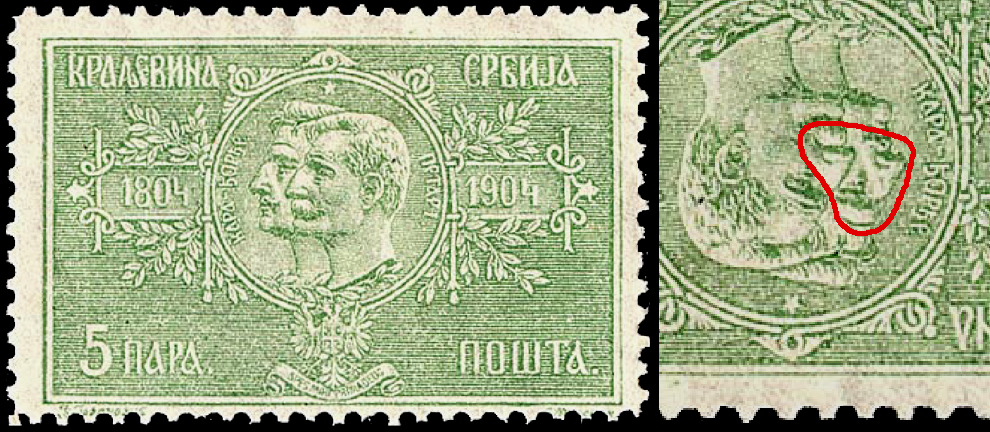
Марка Королівства Сербія «Обличчя короля Олександра І», 1904

### Ранній період

#### Монархічна Сербія
Державна поштова служба Сербського князівства почала функціонувати 25 травня 1840 року. Поштові відділення були відкриті в Белграді і Крагуєваці. 15 жовтня 1843 року було випущено «Устројеније поштанског заведенија» — перше правове положення, яке регулювало діяльність поштового зв'язку
Перші поштові марки Сербії були випущені 1 липня 1866 року. Це були три мініатюри з портретом князя Михайла Обреновича і надписом серб. «К. Сербска пошта». Марки друкувалися у Відні. У 1866—1868 роках цю серію надрукували в Белграді з кліше, яке було передано з Відня. Марки відрізнялись від австрійських перфорацією (9½ замість 12), а також папером.
З 1869 по 1880 рік випускалися марки з портретом князя Милана Обреновича. На марках цих випусків не вказано назви держави.
В листопаді 1880 року, після проголошення утворення Королівства Сербія, в обіг випущено нові марки з портретом Мілана Обреновича в генеральській формі і надписом серб. «Србиjа». Ці марки були зняті з обігу в березні 1890 року.
У 1900 році поштову і телеграфну служби перевели до відання Міністерства будівництва Сербії.
У 1902 році король Олександр І Обренович замовив у Парижі серію марок зі своїм портретом. Цей малюнок часто перероблявся, тому замовлення було виконане тільки в 1903 році. Однак в цьому ж році стався палацовий переворот, в результаті якого Олександр І Обренович був убитий. Надруковані марки з його портретом були випущені в обіг в червні 1903 року, а сам портрет був прикритий надпечаткою — сербським гербом.
У вересні 1904 року були випущені перші пам'ятні марки Сербії, присвячені 100-річчю Першому сербському повстанню. Сюжетами серії з восьми мініатюр стали портрети засновника династії Карагеоргієвичей Георгія Карагеоргія і короля Петра I Карагеоргієвича. Марки виготовив французький гравер Луї-Ежен Мушон. В грудні того ж року їх було вилучено з обігу, тому що на мініатюрах з портретами виявився третій портрет: якщо дивитися на малюнок в переверненому вигляді, можна побачити між портретами Карагеоргія і Петра I Карагеоргієвича третє обличчя, яке віддалено нагадує посмертну маску вбитого короля Олександра.
У 1906 році було засновано поштово-телеграфне об'єднання Королівства Сербія.
До 1912 року в Сербії нараховувалося 128 державних поштових відділень, телеграфів і телефонів.
Остання серія з цього періоду, яка складалася з 13 марок з портретами короля Петра I Карагеоргієвича і кронпринця Олександра, була випущена в 1918 році, після звільнення Сербії від австро-угорської окупації. Мініатюри були підготовлені у Франції. Ця серія була перевидана 1920 року, марки були надруковані в Белграді.

#### Австро-угорська окупація

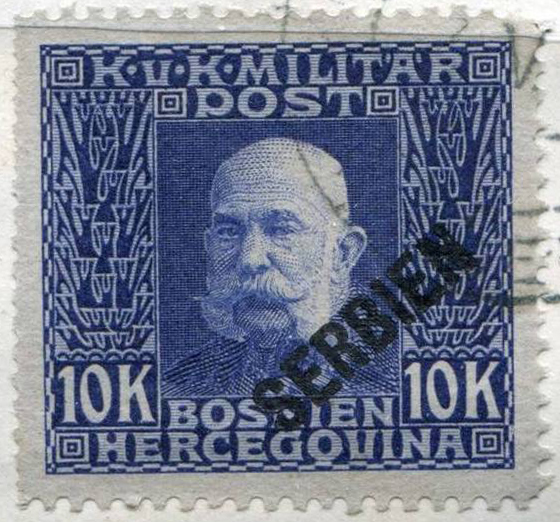
Поштова марка Сербії під час австро-угорської окупації, 1916

У період австро-угорської окупації під час Першої світової війни на території Сербії використовувалися марки австро-угорської польової пошти і спеціальні випуски для Сербії — марки Боснії і Герцеговини 1912—1914 років з надпечаткою нім. «Serbien». Перша серія з 21 марки з горизонтальною надпечаткою була підготовлена ще в 1914 році. Однак вони не були випущені в обіг внаслідок відступу австрійської армії. Марки надійшли у продаж в 1916 році, одночасно з другим випуском з діагональною надпечаткою.

#### Болгарська окупація

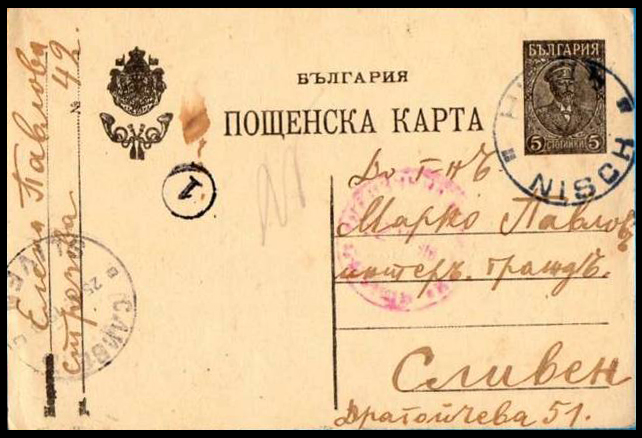
Поштова картка відправлена з міста Ниш у місто Слівен, 1918

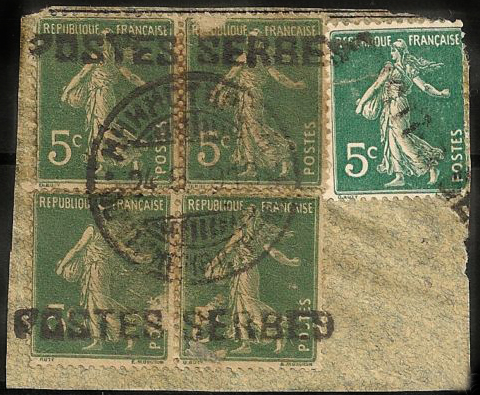
Поштові марки сербського уряду на острові Корфу, 1916

У 1915 році під час Першої світової війни Болгарією були окуповані південна частина Сербії і територія на схід від річки Морави. Восени того ж року на зайнятій території болгарською владою були організовані поштові контори для загального користування. Перші болгарські поштові контори почали функціонувати 1 листопада 1915 року в Біла-Паланці. До кінця 1916 року їх було засновано 88: у Бабушниці, Брза-Паланці, Власотинці, Вранє, Деспотоваці, Долні-Мілановаці, Ниші. Також болгарські поштові контори відкривались в тих місцях, де до окупації існували сербські поштові служби. Для поштових потреб використовувалися болгарські знаки поштової оплати. Восени 1918 року болгарські поштові контори були закриті.

#### Сербська пошта на Корфу
У 1915 році після окупації Сербії австро-угорськими військами сербська армія і уряд були евакуйовані на грецький острів Керкіра (Корфу). Тут для сплати урядової кореспонденції з 1916 року використовувалися марки Франції. Після здачі поштового відправлення в поштове відділення на марках або поруч з ними ставилася надпечатка фр. «Postes Serbes» («Сербська пошта»). Марки були вилучені в 1918 році за вимогою Франції. В кінці Першої світової війни було виготовлено невелику кількість примірників для колекціонерів.

### Німецька окупація

#### Окупаційні поштові марки

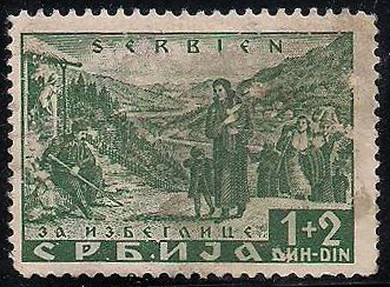
Поштово-благодійна марка Сербії у часи німецької військової адміністрації, 1941

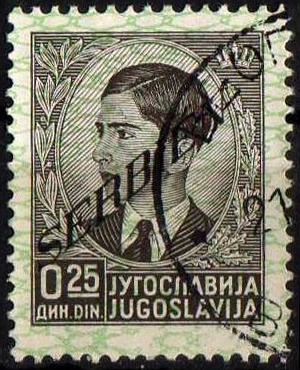
Перша поштова марка Сербії у часи німецької військової адміністрації, 1941

Під час Другої світової війни з 1941 по 1944 рік Сербія знаходилася під німецькою військовою адміністрацією. Перші марки окупованої Сербії надійшли в обіг в червні 1941 року. Вони мали горизонтальну надпечатку з текстом нім. «Serbien» на марках Югославії 1939 року з портретом короля Петра ІІ Карагеоргієвича.
Перші дві марки з'явилися у вересні 1941 року. Це були також і перші благодійні марки, збір від продажу яких йшов на допомогу постраждалого від катастрофи населення міста Смедерево (5 червня 1941 року в результаті вибуху німецького арсеналу боєприпасів загинули більше двох тисяч мешканців). На мініатюрах були зображені бастіони фортеці Смедерево і біженці.
Цій же події було присвячено і перший поштовый блок окупованої Сербії, який вийшов у вересні 1941 року.
Остання серія з дев'яти марок вийшла в окупованій Сербії в грудні 1943 року. На стандартних марках Сербії 1942-го року була зроблена надпечатка серб. «За пострадале / од англо-америчког / терор. бомбардовања / Ниша — 23-X-1943» («Постраждалим від англо-американського терористичного бомбардування в Ниші»).
На території, яка була окупована Угорщиною (Банаті і Бачці), використовувались угорські марки.

#### Інші окупаційні марки
У липні 1941 року з'явилися перші авіапоштові марки окупаційного режиму. Це були марки з надпечаткою нім. «Serbien» на авіапоштових марках Югославії 1937—1940 років. Всього було випущено три серії авіапоштових марок. Остання вийшла в липні 1942 року.
| Особливі марки Сербії у часи німецької військової адміністрації | Особливі марки Сербії у часи німецької військової адміністрації | Особливі марки Сербії у часи німецької військової адміністрації |
| --------------------------------------------------------------- | --------------------------------------------------------------- | --------------------------------------------------------------- |
|                                                                 |                                                                 |                                                                 |
| 1941: авіапоштова марка                                         | 1943: порто-марка                                               | 1943: службова марка                                            |

У червні 1941 року з'явилися перші порто-марки окупованої Сербії — надпечатка тексту нім. «Serbien» на порто-марках Югославії.
У січні 1943 року з'явилася службова марка із зображенням герба Сербії під німецькою військовою адміністрацією.

### У складі Югославії
З грудня 1944 року на території Сербії в обігу знаходились поштові марки Югославії. З квітня 2003 року — марки Державного Союзу Сербії і Чорногорії.

### Сучасна Сербія
5 червня 2006 року перестав існувати союз Сербії і Чорногорії. 30 червня 2006 року з'явилися перші стандартні марки сучасної Сербії. Це були дві мініатюри із зображенням державного прапора і герба Сербії. У цей же день була випущена пам'ятна марка, присвячена 200-річчю Битви на Мішарі 1806 року під час Першого сербського повстання.